# Alpaida kartabo
Alpaida kartabo este o specie de păianjeni din genul Alpaida, familia Araneidae, descrisă de Levi, 1988.
Este endemică în Guyana. Conform Catalogue of Life specia Alpaida kartabo nu are subspecii cunoscute.